# Avril Lavigne (Album)
Avril Lavigne ist das fünfte Studioalbum der franko-kanadischen Pop-Rock-Sängerin Avril Lavigne, das in Deutschland am 1. November 2013 veröffentlicht wurde. In den Vereinigten Staaten ist die Veröffentlichung vier Tage später erfolgt.

## Geschichte
Drei Monate nach der Veröffentlichung ihres vierten Albums Goodbye Lullaby im Jahr 2011 gab Avril Lavigne bekannt, dass die Arbeiten an ihrem fünften Studioalbum bereits begonnen haben. Acht Lieder sind bisher geschrieben. Das neue Album soll das musikalische Gegenteil von Goodbye Lullaby werden. Lavigne erklärte, „Goodbye Lullaby sei ein eher reiferes Album, das nächste soll jedoch stärker von Pop und Spaß geprägt sein. Ich habe bereits ein Lied, welches als Single erscheinen könnte, ich brauche es nur noch einmal neu aufzunehmen!“ Wenig später, im Juli 2011, verriet Lavigne die Titel zweier Songs ihres fünften Albums: Fine und Gone. Diese Titel wurden ursprünglich für Goodbye Lullaby aufgenommen, schafften es aber nicht in die Endauswahl für das Album. Lavignes fünftes Album soll „deutlich früher als erwartet“ erscheinen, ein genauer Zeitpunkt wurde jedoch weder von Lavigne noch von ihrem Label bekannt gegeben.
Im Oktober 2011 bestätigte Lavigne ihren Wechsel zum Label Epic Records, welches derzeit von ihrem Entdecker Antonio „L.A.“ Reid geleitet wird.
Im September 2012 gab L.A. Reid bekannt, dass das Album gegen Ende 2012 oder Anfang 2013 erscheinen wird.
Ende 2012 wurden zwei Lieder, How You Remind Me / Bad Reputation, als Promo-Single in Japan veröffentlicht. Die Songs waren Teil des Soundtracks zum neuen japanischen Zeichentrick-Kinofilm One Piece Z. (Später war der Song How You Remind Me auf den japanischen und taiwanesischen Ausgaben und auf der digitalen „Extended-Version“ des Albums enthalten.)
Im April 2013 in einem Radiointerview mit Ryan Seacrest im Zug der Veröffentlichung der Single Here’s to Never Growing Up gab Lavigne bekannt, dass das Album im Sommer erscheinen werde. Sie kündigte eine gemeinsame Aufnahme mit Marilyn Manson und ein „aggressives“ Lied über Hello Kitty an. Am 9. Mai 2013 wurde das Musikvideo zu Here’s to Never Growing Up veröffentlicht.

## Titelliste
| Nr.          | Titel                               | Autor(en)                                                                            | Länge |
| ------------ | ----------------------------------- | ------------------------------------------------------------------------------------ | ----- |
| 1.           | Rock n Roll                         | Avril Lavigne, Chad Kroeger, David Hodges, Peter Svensson, Rickard Göransson, J Kash | 3:26  |
| 2.           | Here’s to Never Growing Up          | Lavigne, Kroeger, Hodges, J Kash, Johnson                                            | 3:34  |
| 3.           | 17                                  | Lavigne, J Kash, Johnson                                                             | 3:24  |
| 4.           | Bitchin’ Summer                     | Lavigne, Kroeger, Hodges, Matt Squire, J Kash                                        | 3:30  |
| 5.           | Let Me Go (featuring Chad Kroeger)  | Lavigne, Kroeger. Hodges                                                             | 4:27  |
| 6.           | Give You What You Like              | Lavigne, Kroeger, Hodges                                                             | 3:45  |
| 7.           | Bad Girl (featuring Marilyn Manson) | Lavigne, Kroeger, Hodges                                                             | 2:54  |
| 8.           | Hello Kitty                         | Lavigne, Kroeger, Hodges, Johnson                                                    | 3:16  |
| 9.           | You Ain’t Seen Nothin’ Yet          | Lavigne                                                                              | 3:13  |
| 10.          | Sippin’ On Sunshine                 | Lavigne, Kroeger, Hodges, J Kash, Johnson                                            | 3:29  |
| 11.          | Hello Heartache                     | Lavigne, Hodges                                                                      | 3:49  |
| 12.          | Falling Fast                        | Lavigne                                                                              | 3:13  |
| 13.          | Hush Hush                           | Lavigne, Hodges                                                                      | 3:59  |
| Gesamtlänge: | Gesamtlänge:                        | Gesamtlänge:                                                                         | 45:59 |

## Rezeption

### Charts und Chartplatzierungen
| ChartsChartplatzierungen       | Höchstplatzierung | Wochen |
| ------------------------------ | ----------------- | ------ |
| Deutschland (GfK)              | 15 (3 Wo.)        | 3      |
| Frankreich (SNEP)              | 9 (3 Wo.)         | 3      |
| Kanada (MC)                    | 4 (2 Wo.)         | 2      |
| Österreich (Ö3)                | 5 (15 Wo.)        | 15     |
| Schweiz (IFPI)                 | 8 (5 Wo.)         | 5      |
| Vereinigte Staaten (Billboard) | 5 (12 Wo.)        | 12     |
| Vereinigtes Königreich (OCC)   | 14 (4 Wo.)        | 4      |

### Auszeichnungen für Musikverkäufe
| Land/Region                  | Auszeichnungen für Musikverkäufe (Land/Region, Auszeichnung, Verkäufe) | Verkäufe |
| ---------------------------- | ---------------------------------------------------------------------- | -------- |
| Brasilien (PMB)              | Gold                                                                   | 20.000   |
| Japan (RIAJ)                 | Gold                                                                   | 100.000  |
| Kanada (MC)                  | Platin                                                                 | 80.000   |
| Mexiko (AMPROFON)            | Gold                                                                   | 30.000   |
| Taiwan (RIT)                 | 3× Platin                                                              | 45.000   |
| Vereinigte Staaten (RIAA)    | Gold                                                                   | 500.000  |
| Vereinigtes Königreich (BPI) | Silber                                                                 | 60.000   |
| Insgesamt                    | 1× Silber · 4× Gold · 4× Platin ·                                      | 815.000  |

Hauptartikel: Avril Lavigne/Auszeichnungen für Musikverkäufe